# Урочище Рафайловець
Урóчище «Рафайлóвець» — заповідне урочище в Українських Карпатах, в масиві Горгани. Розташоване за 7 км на північний захід від села Бистриця Надвірнянського району Івано-Франківської області. 
Площа 138 га. Створене у 1988 році. Перебуває у віданні ДП «Надвірнянський лісгосп» (Бистрицьке л-во, кв. 58). 
Створене з метою збереження смерекових лісів з домішкою сосни кедрової європейської та гірської сосни.

## Прилеглі об'єкти ПЗФ
На східній межі розташований Високогірний дендрарій, на західній ― ботанічний заказник «Тавпіширківський», дещо далі на південний захід ― урочище «Тавпіширка», на північній межі ― урочище «Салатрук».